# SAI G-97 Spotter
Il SAI G-97 Spotter è un monomotore ad ala alta da osservazione e da addestramento biposto caratterizzato dalla configurazione spingente e prodotto dall'azienda italiana Società Aeronautica Italiana (SAI).

## Storia

### Sviluppo
Il G-97 Spotter venne progettato inizialmente per entrare nel mercato dell'aviazione civile ultraleggera (peso massimo di 450 kg). Successivamente venne sviluppato per una categoria superiore, la VLA (Very Light Aeroplanes) in base alle norme europee JAR-VLA (peso massimo di 550 kg), detta anche "ultraleggero pesante", per favorire una maggiore manovrabilità in regime turbolento.

### Impiego operativo
Il velivolo, proposto sia al mercato civile che militare come alternativa all'elicottero leggero, è destinato principalmente a servizi di controllo del territorio (incubazione incendi, inquinamento, ecc.), di protezione civile e di polizia in genere, come aereo da trasporto leggero per distribuzione postale e/o medicinali in zone impervie, desertiche o forestali, come aereo agricolo, oltre all'usuale impiego da turismo e sportivo. La Provincia di Roma lo ha adottato per il servizio di avvistamento degli incendi.

### Incidenti
Il 28 agosto 2009 il G-97 Spotter, marche I-9160, è stato vittima di un incidente durante un volo dimostrativo alla manifestazione aerea di Costești, nel distretto di Buzău, in Romania. L'incidente ha causato il decesso del pilota.